# Saison 11 d'Arabesque
Chronologie
Saison 10 Saison 12
Cet article présente le guide des épisodes de la onzième saison de la série télévisée américaine Arabesque.